# Gaius Servilius Ahala (Konsulartribun)
Gaius Servilius Ahala war ein römischer Politiker und Feldherr Ende des 5. Jahrhunderts v. Chr.
Gaius Servilius Ahala entstammte der altpatrizischen römischen Familie der Servilier. Er war der Sohn eines Publius und Enkel eines Quintus. Er muss ein angesehener Truppenführer gewesen sein, denn er wurde insgesamt dreimal zum Konsulartribun (tribunus militum consularis potentate) gewählt: 408, 407 und 402 v. Chr. Im ersten Tribunat setzte er auf Befehl des Senats, aber gegen den Willen seiner Mit-Tribune, einen Diktator ein, der ihn zum Magister equitum ernannte. Im Jahr 406 war er Legat im Krieg gegen die Volsker.